# Хартленд (геополитика)

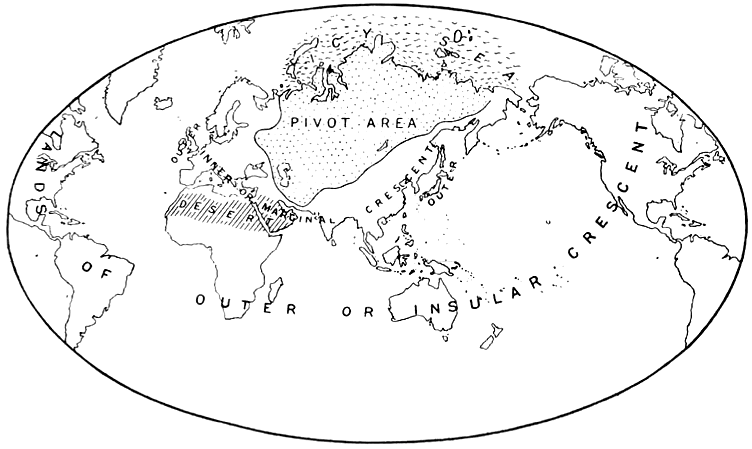
Хартленд по Х. Маккиндеру, 1904 год.

Хартленд (англ. Heartland — «сердцевина», срединная земля; от heart — сердце + land — земля) — массивная северо-восточная часть Евразии, окаймляемая с юга и востока горными системами, однако её границы различными исследователями определяются по-разному.
Хартленд представляет собой основное понятие геополитической концепции, озвученной 25 января 1904 года британским географом и профессором Оксфордского университета Хэлфордом Дж. Маккиндером в докладе Королевскому географическому обществу и позже опубликованной в знаменитой статье «Географическая ось истории». Данная концепция стала отправной точкой для развития классической западной геополитики и геостратегии. Однако сам термин «Хартленд» стал использоваться в концепции, начиная с книги «Демократические идеалы и реальность» (1919 год), заменив «ось истории». В работе же 1904 года лишь мимоходом, через дефис, упоминается «the heart-land of the Euro-Asia».

## Хартленд в концепции Хэлфорда Маккиндера

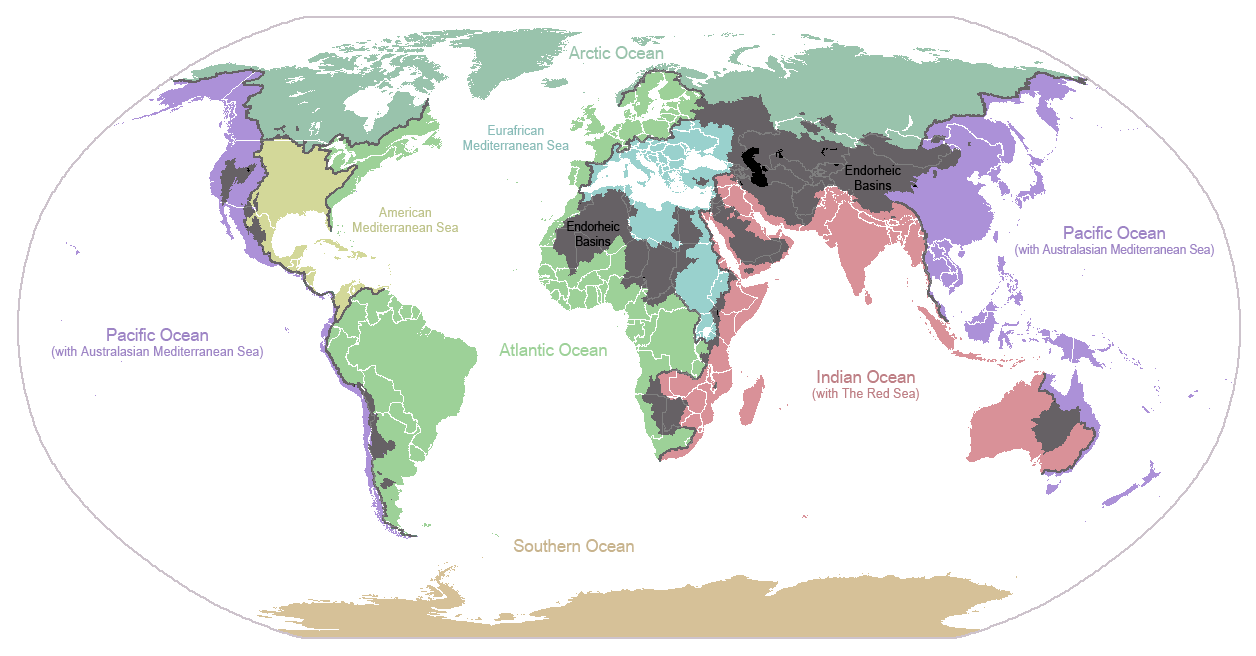
Водосборные бассейны океанов. Серым цветом обозначены бессточные бассейны (без стока рек в океаны и моря).

### «Географическая ось истории» (1904)
«Осью истории» (впоследствии Хартлендом) Х. Маккиндер обозначил массивную северо-восточную часть Евразии, общей площадью более 15 млн км², первоначально почти повторявшую контуры водосборного бассейна Северного Ледовитого океана (кроме бассейнов Белого и юго-западной части Баренцева морей) и бессточного бассейна центральной Евразии (в том числе бассейнов Каспийского и Аральского морей), а также приблизительно совпадающую с территорией Российской империи и Советского Союза. По южной части протянулись степные пространства, где веками существовали сильные и мобильные кочевые народы. Теперь эти пространства контролирует Россия. Хартленд не имеет удобных транспортных выходов в Мировой океан, за исключением практически постоянно покрытого льдом Северного Ледовитого океана. Он окружен приморскими территориями «внутреннего полумесяца», протянувшегося от Западной Европы через Ближний и Средний Восток, Индокитай в Северо-Восточную Азию. Дальше выделяется «внешний полумесяц» морских держав, включающий обе Америки, Австралию, Океанию, Африку южнее Сахары, Британские острова и Японию.
Х. Маккиндер придавал большую геополитическую значимость Хартленду из-за его огромных запасов природных ресурсов, но преимущественно из-за его недоступности для основы могущества Великобритании и любой прочей морской державы — военно-морского и торгового флотов. Соответственно он называл Хартленд «великой природной крепостью» людей суши. В этой «осевой зоне» располагается «осевое государство». На появление концепции оказал влияние и почти полный колониальный раздел мира к началу XX века, где Британская империя имела свои владения на «внутреннем полумесяце» Евразии. Политические силы «оси истории» и «внутреннего полумесяца», с точки зрения Х. Маккиндера, на протяжении истории противостоят друг другу и последние испытывают постоянный натиск со стороны первых (гуннов, монголов, турок, русских и других обитателей «оси»). Однако «колумбова эпоха» доминирования морских держав подходит к концу. В дальнейшем геополитическая роль Хартленда будет возрастать по мере развития сети трансконтинентальных железных дорог, которые составят конкуренцию флотам морских держав и могут привести к превосходству континентальных держав над морскими. Естественен вывод, что для противостояния этому натиску странам «внутреннего полумесяца» надо объединиться, возможно, под эгидой Британской империи.

### «Демократические идеалы и реальность» (1919)

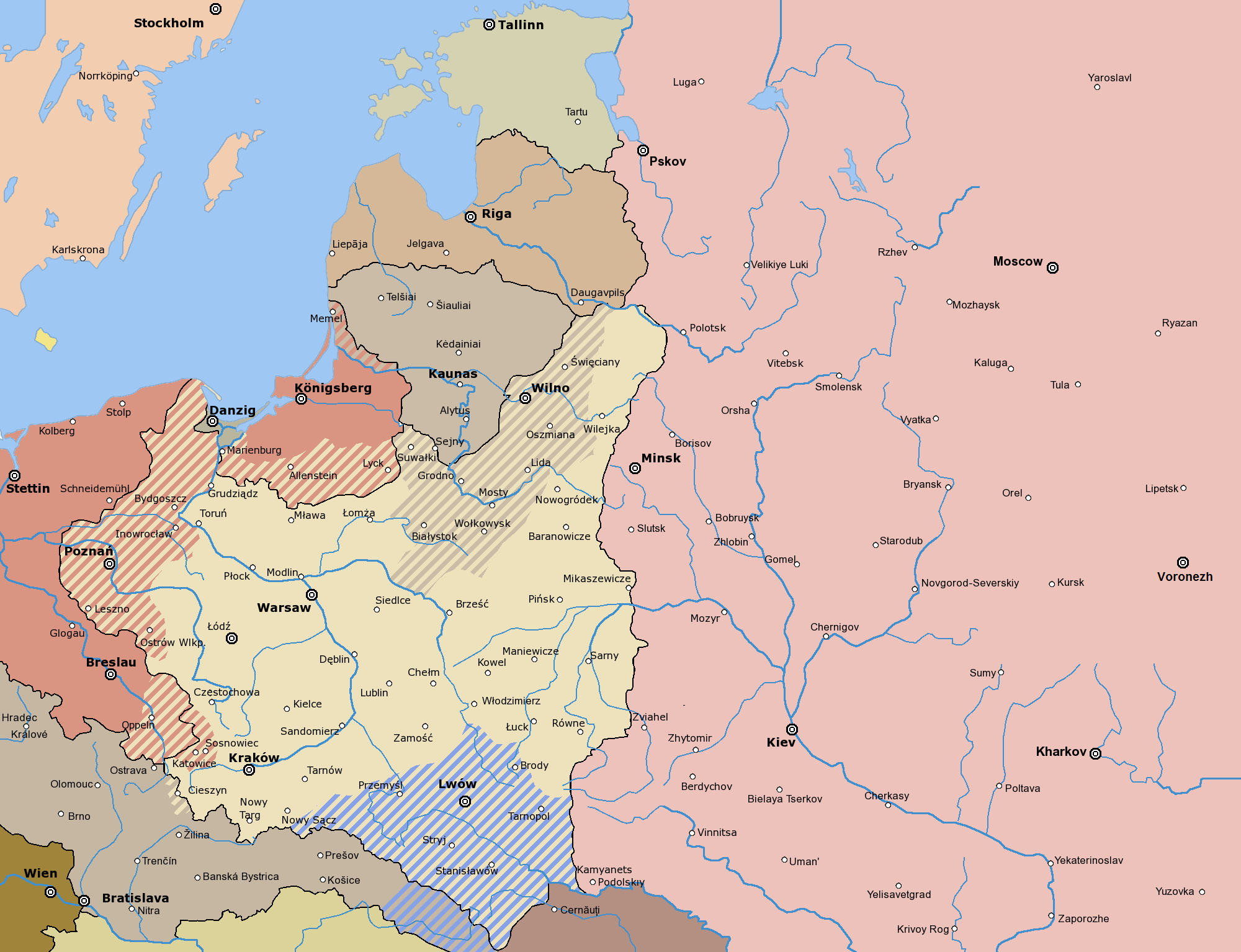
Упразднение германо-советской границы посредством создания буферных государств по итогам распада Российской империи.

В позднейших работах Х. Маккиндера (1919 год, 1943 год) и в работах его последователей географические границы Хартленда несколько корректировались. В частности, в работе 1919 года был дополнительно введён восточноевропейский «стратегический Хартленд», в территорию которого были включены бассейны Чёрного (кроме Малой Азии) и Балтийского морей, так как эти моря связаны с океаном узкими проливами и могут находиться под контролем какой-либо державы (Германии, Австро-Венгрии и других). На востоке он граничит с Хартлендом. Также Маккиндер отметил, что Хартленд окружен труднопреодолимыми пространствами со всех сторон кроме запада, где он открыт для взаимодействия со странами «внутреннего полумесяца» (Западной Европой). Поэтому регион Восточной Европы приобретает особую значимость в мировой политике. Именно здесь могут либо возникать крупные конфликты, либо развиваться сотрудничество между Хартлендом и морскими державами. В этой же работе он сформулировал свою знаменитую максиму: «Кто контролирует Восточную Европу, тот командует Хартлендом; кто контролирует Хартленд, тот командует Мировым островом (то есть Евразией и Африкой); кто контролирует Мировой остров, тот командует миром». Хартленд больше не представлялся самостоятельной политической силой, а становился лишь усилителем мощи державы, контролирующей Восточную Европу. Но надо учитывать, что эта формула была во многом следствием неопределённого политического статуса Хартленда во время гражданской войны в России и иностранной интервенции (в том числе британской), а также только закончившейся Первой мировой войны. Следствием стала идея создания барьера из новых славянских стран Восточной Европы для предотвращения объединения сил стратегического и восточного Хартлендов, то есть Германии и России.

### «Круглый мир и достижение мира» (1943)
В статье 1943 года из состава Хартленда был исключен «Леналенд» (территория Сибири к востоку от Енисея, вокруг реки Лены), который был отнесён им к «поясу бросовых земель», опоясывающего Хартленд с востока, юга и уходящего далее в Сахару. На западе Хартленд теперь совпадает с предвоенными границами СССР. Он теперь снова «Величайшая сухопутная держава в сильнейшей оборонительной позиции», что подтверждалось событиями на советско-германском фронте в 1941—1943 гг. при нейтралитете Японии. Послевоенная демилитаризованная Германия должна стать «каналом» для сотрудничества Хартленда и стран на берегах Северной Атлантики (Северная Америка и Западная Европа). Это сотрудничество представлялось необходимым для сохранения единства всего цивилизованного мира (к северу от мирового «пояса бросовых земель»). Только позже, во времена холодной войны эта его последняя работа стала рассматриваться как противопоставление Хартленда и Северо-атлантического мира.

## Последователи

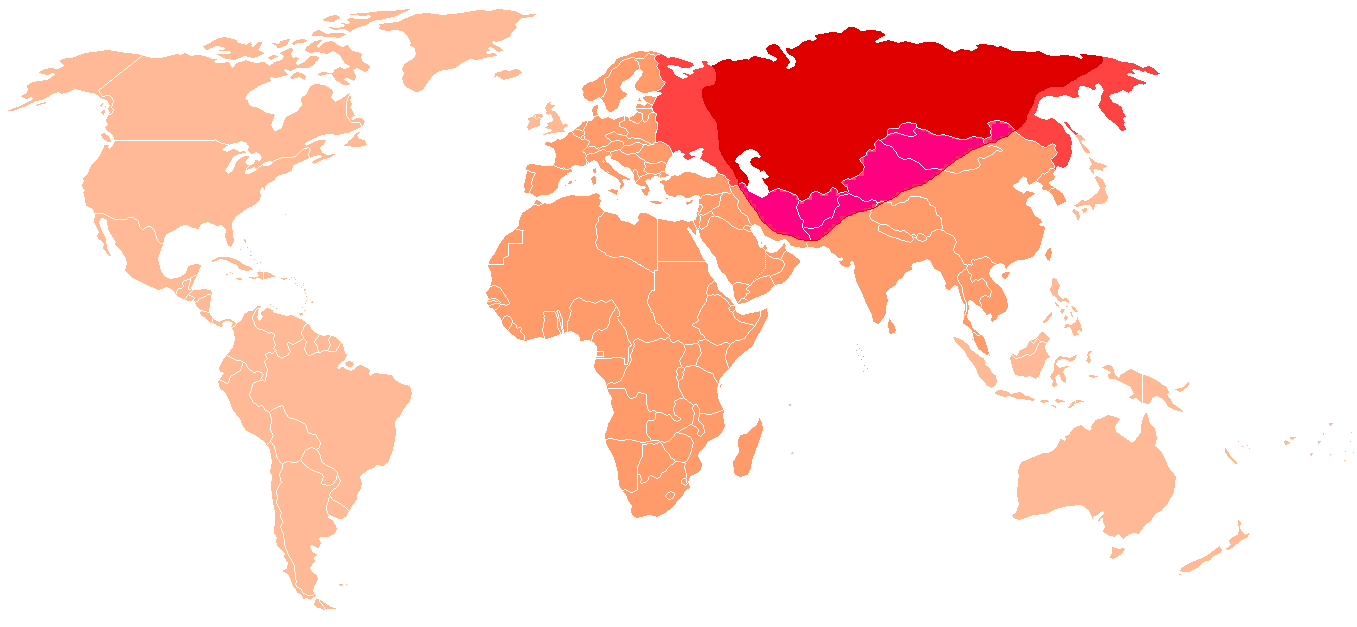
Соотношение Хартленда и территории СССР (1920-х гг.)

Однако не все его последователи согласились с этими изменениями, а многие стали определять границы рассматриваемого региона по-своему. Тем не менее почти у всех Хартленд представлялся как некий «ключевой» регион в мировой политике, во многом отождествлявшийся с СССР и, соответственно, с главным политическим противником Запада.
Например, в работе Н. Спикмэна (1944), выдвинувшего концепцию Римленда, Хартленд практически полностью повторяет контуры государственных границ Советского Союза и Монголии, за исключением советского Дальнего востока (как и в первых работах Х.Маккиндера, так как эта территория относится к бассейну Тихого океана). Однако ключевую роль в мировой геополитике и во влиянии на Евразию, по его мнению, играет вовсе не Хартленд, а именно Римленд — прибрежный пояс континента, на контроль которого и должна быть направлена американская внешняя политика. Одним из практических следствий такого подхода стало создание проамериканских военных блоков НАТО, СЕНТО, СЕАТО, охватывавших пространства Римленда и окружавших Хартленд.
Использовал концепцию Хартленда и немецкий геополитик К. Хаусхофер при разработке стратегии «континентального блока». Она оказала определённое влияние и на русскую геополитическую школу евразийства в 1920-х гг.
Из современных американских авторов понятием Хартленд активно пользовались, в частности, Саул Коэн (англ) и Збигнев Бжезинский. С. Коэн включал в Хартленд всю восточную часть СССР, включая приокеанскую, а на западе он исключал из него Прибалтику и западную Украину. Вместе с Восточной Азией (коммунистический Китай и Корея) Хартленд включался в один континентальный геополитический регион, в который попадали оба ключевых коммунистических государства мира. Восточная Европа, вслед за Х.Маккиндером, объявлялась «регионом-воротами». Остальной мир был подразделён на несколько геостратегических регионов со своими локальными «воротами».
После распада СССР это понятие было положительно воспринято некоторыми российскими исследователями (например, А. Дугиным). Современный французский теоретик геополитики Эмерик Шопрад активно использует концепт Маккиндера, комбинируя его с концептом Спикмэна и Хантингтона (Столкновение цивилизаций).

## Критика
Многие учёные[кто?] считают понятие Хартленд слишком упрощенным (см. редукционизм), устаревшим и мало применимым к современным геополитическим процессам, тем более что при написании своих статей Х. Маккиндер так и не смог предсказать реальное геополитическое развитие событий.

## Другие географические значения
- Давид Хусон (1962 год) определял хартленд как наиболее важную внутреннюю часть любого государства. Этим определением термину придавался не столько геополитический, сколько географический смысл. Так, под «советским хартлендом» он понимал территорию между средним течением Волги и озером Байкал, имеющую как богатые ресурсы, так и значительное население.
- Термин «хартленд» используется как синоним среднего запада США (Midwest) или центральная часть какой-либо страны, штата (например, «хартленд Флориды»), региона в экономическом, культурном или геополитическом смысле.